# 岡田啓
岡田 啓（おかだ けい、安永9年（1780年） - 万延元年7月13日（1860年8月29日））は、のちの尾張国山神町在住の国学者、尾張藩士。号として、文園・酢粕がある。別名は康礼、通称は六兵衛。

## 概要
尾張藩士である岡田金右衛門の次男として出生する。『尾張志』61巻を、監修深田正昭、中尾義稲らと共に執筆する。また、新旧の書籍約1万巻を収集し、一葉文庫を創設した。

## 著書
- 尾張名所図会[2]
- 小治田之真清水[2]
- 尾張国庁歴誌[2]